# Histoire de Chambéry
L'histoire de la ville de Chambéry est fortement liée à l'essor de la maison de Savoie qui en fait la capitale de leur comté en 1292 puis de leur duché en 1416. De nos jours, le bassin chambérien est l'un des plus importants des pays de Savoie et du sillon alpin.

Armoiries de Chambéry

## Histoire chronologique

### Les origines
Les hauteurs de Saint-Saturnin, à Saint-Alban-Leysse, sont occupées comme place forte depuis la fin du Néolithique ancien (env. 4000 av. J.-C.) jusqu'à l'époque hallstattienne, et peut-être plus tard. Cet oppidum est l'ancêtre de l'agglomération de Chambéry. Il est possible qu'il fut conquis, avec le bassin de Chambéry, par l'armée d'Hannibal en 218 av. J.-C., lors de sa traversée des Alpes vers l'Italie. Elle aurait trouvé dans cette riche région gauloise des vivres et du bétail pour se nourrir « pendant deux ou trois jours » d'après Polybe.

### L'Allobrogie romaine
À l'époque romaine, les habitants s'installèrent sur la colline de Lémenc, alors appelée Lemencum, sur la voie romaine reliant Rome à Vienne, via le col du Petit-Saint-Bernard. Une voie secondaire partait de Lemencum vers Condate (Genève) par Boutae (Annecy), construite au IIIe siècle.
Chambéry n'apparaît vraiment comme une petite cité, Camberiaco, qu'au XIe siècle. Un acte de donation de biens par la reine de Bourgogne Hermengarde à la cathédrale de Grenoble, daté de 1057 atteste l'existence d'un burgus et d'un castellum.

### Capitale des États de Savoie

Plan de Chambéry au XVIII d’après la Mappe Sarde. L'enceinte urbaine des est en noir, celle du XIII siècle est restituée en pointillé (hypothèse).

Le XIIIe siècle représente une période décisive, lorsque le comte Thomas Ier de Savoie l'achète, le 5 mars 1232 moyennant 32 000 sous forts de Suse, au vicomte Berlion et lorsque le comte Amédée IV en fait la capitale du duché de Savoie, en 1295. En effet, le comte obtient de François de La Rochette et son épouse Béatrix le château de Chambéry, son mandement, les juridictions, vassaux, fiefs contre 240 livres viennoises et 100 livres de revenu dans les mandements d'Aiguebelle et de La Rochette. Chambéry profite en outre de la catastrophe du mont Granier de 1248 qui voit l'effondrement de Saint-André au profit de Chambéry. Le développement de la ville est ensuite très lié à l'ascension de la maison de Savoie. Une nouvelle enceinte importante est construite à partir de 1352, sous l'impulsion du comte Vert Amédée VI de Savoie. L'avènement d'Amédée VIII, premier duc de Savoie en 1416, fait de Chambéry la capitale d'un État souverain, libéré de la domination du Saint-Empire romain germanique.

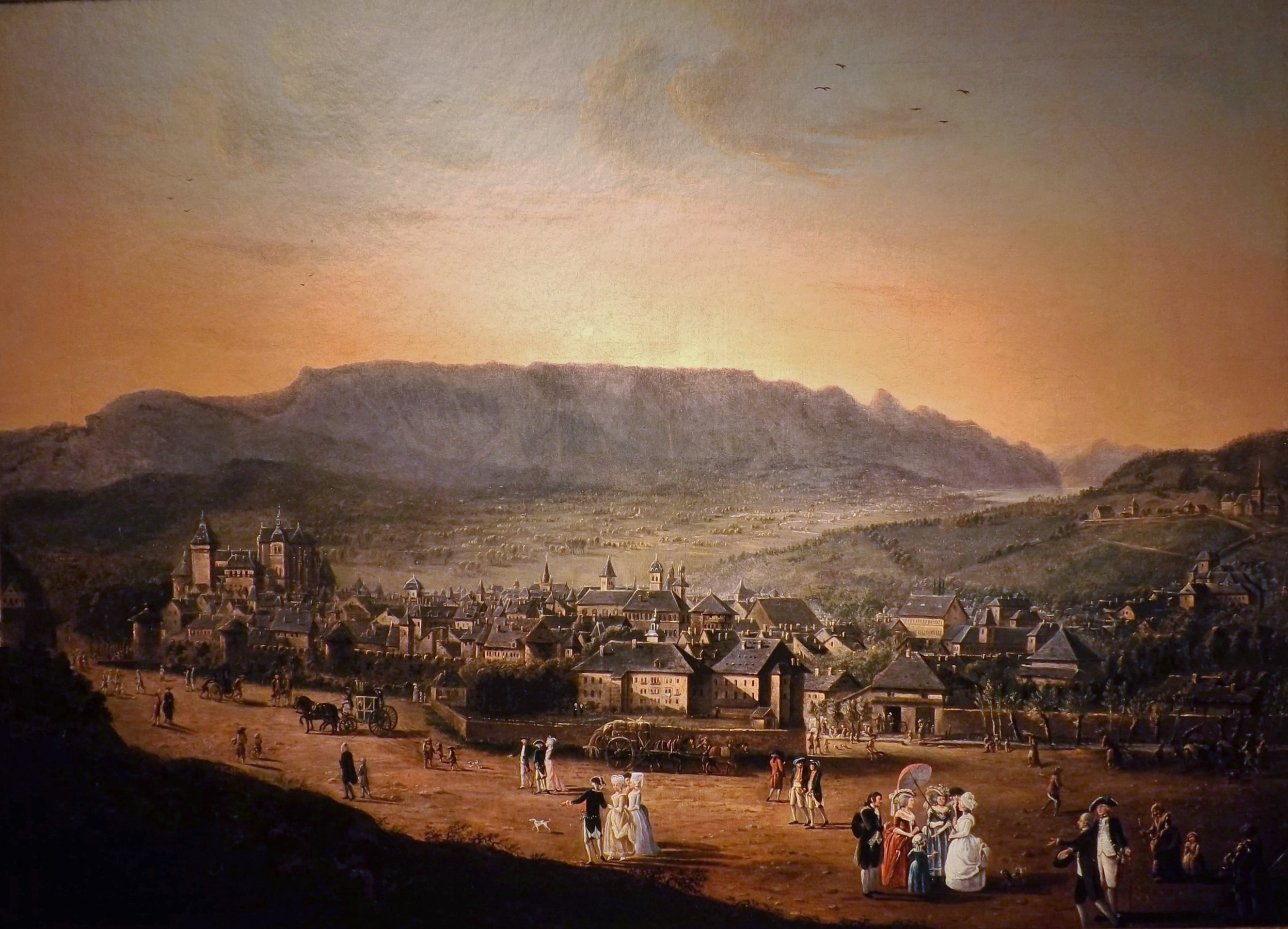
Chambéry vers 1780.

Une nouvelle noblesse chambérienne apparaît, liée aux institutions prestigieuses que compte la ville, et s'établit dans de belles maisons particulières construites autour d'une cour centrale dominée par une haute tourelle d'escalier. Après l'occupation française de François Ier, le duc Emmanuel-Philibert lui préfère cependant Turin comme capitale à partir de 1563. En effet, du fait de sa position géographique et de ses connexions naturelles avec le Dauphiné, la ville est jugée trop difficile à défendre et perd peu à peu de son importance au XVIIe siècle. Avec son Sénat et sa Chambre des comptes, la ville conservera néanmoins une vocation administrative maintenant une population importante de familles nobles. La période baroque voit s'édifier d'importants hôtels particuliers marqués par l'architecture turinoise.

### LaRévolution française
L’armée française du général Montesquiou entre à Chambéry le 24 septembre 1792. Joseph de Maistre est alors sénateur au Sénat de Savoie, il observera impuissant la venue des Français et s'enfuira vers la Russie.
De 1792 à 1815, pendant le premier rattachement de la Savoie à la France, Chambéry est le chef-lieu du département du Mont-Blanc.
Au XIXe siècle, deux grandes périodes de développement urbain se détachent : la première, entre 1820 et 1830, est liée aux actions bienfaitrices du général de Boigne et se caractérise par une politique d'embellissement de la ville (rue monumentale, théâtre, alignement des façades…).

### Le Second Empire

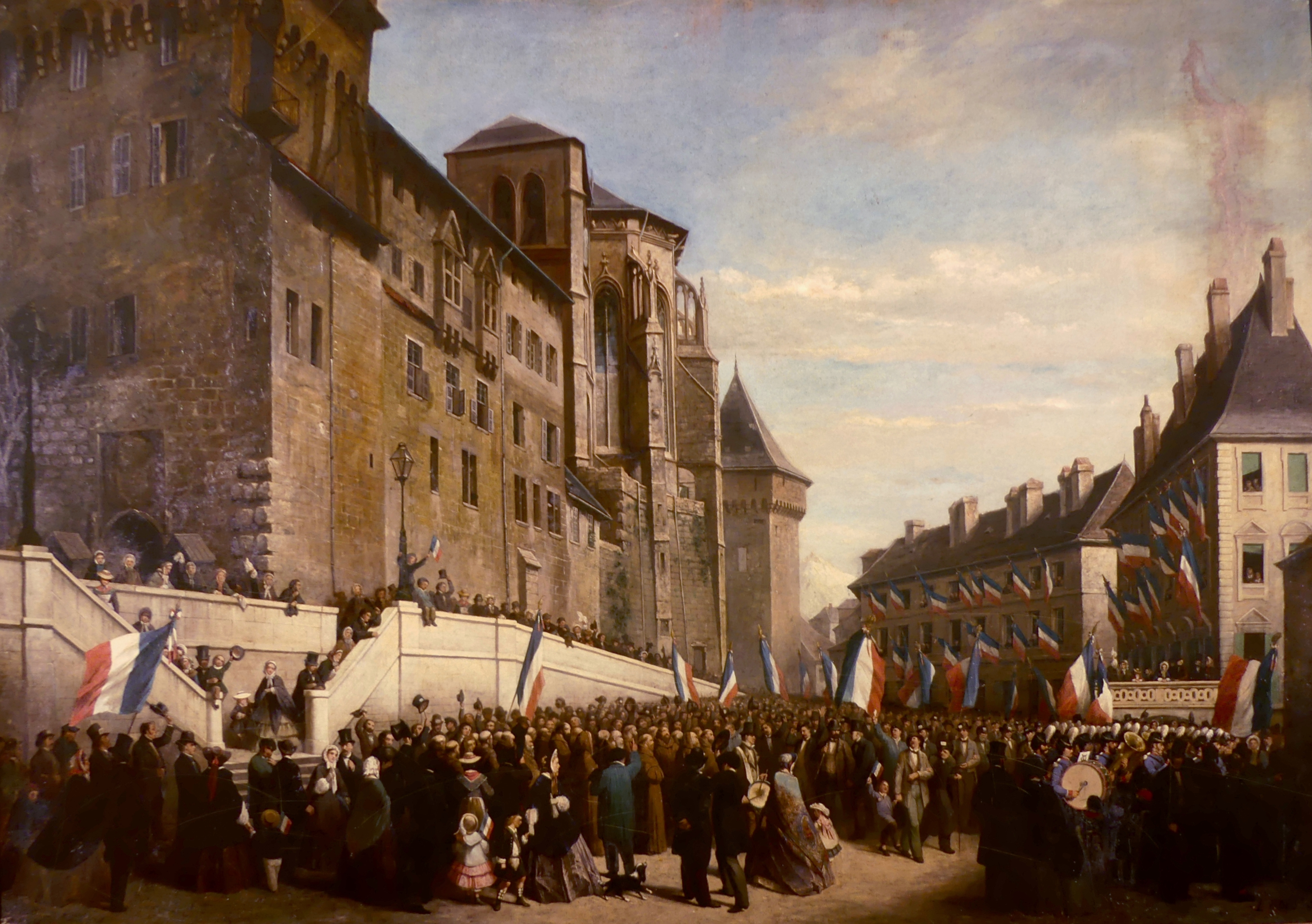
Les Chambériens brandissant des drapeaux français au pied du château des ducs lors du rattachement de la Savoie à la France en 1860.

Le second rattachement à la France, entre 1860 et 1890, s'ouvre avec le rattachement définitif de la Savoie à la France décidé lors du traité de Turin, le 24 mars 1860 et confirmé par plébiscite le 22 avril. Chambéry devient alors chef-lieu du département de la Savoie. La cité s'équipe de bâtiments utilitaires (hôtel de ville, marché couvert, écoles, lycées, musées, etc.).

### La Première Guerre mondiale
Durant la première moitié du siècle, la ville grandit lentement. Sa situation géographique, ses voies de communication et son rôle administratif contribuent au développement de nouveaux quartiers (Gare, Verney, quartier d'Angleterre). Après la Grande Guerre, la crise économique sévit, mais la ville se développe puisqu'elle gagne 10 000 habitants entre 1920 et 1939.

### La Seconde Guerre mondiale
Elle est durement touchée par le bombardement du 26 mai 1944, lors duquel, la gare était particulièrement visée. On dénombre 120 morts et plus de 300 blessés. Trois cents immeubles sont détruits. Plus de mille familles se retrouvent sans logement. Pendant vingt années, le centre de la ville est en chantier. De grands blocs d'habitation remplacent les vieilles maisons bombardées ou incendiées. Les rues Favre et Saint-Antoine sont désormais bordées d'immeubles massifs et austères, quelquefois ornés de bas-reliefs sculptés par Alfred Janniot.

### De 1945 à nos jours

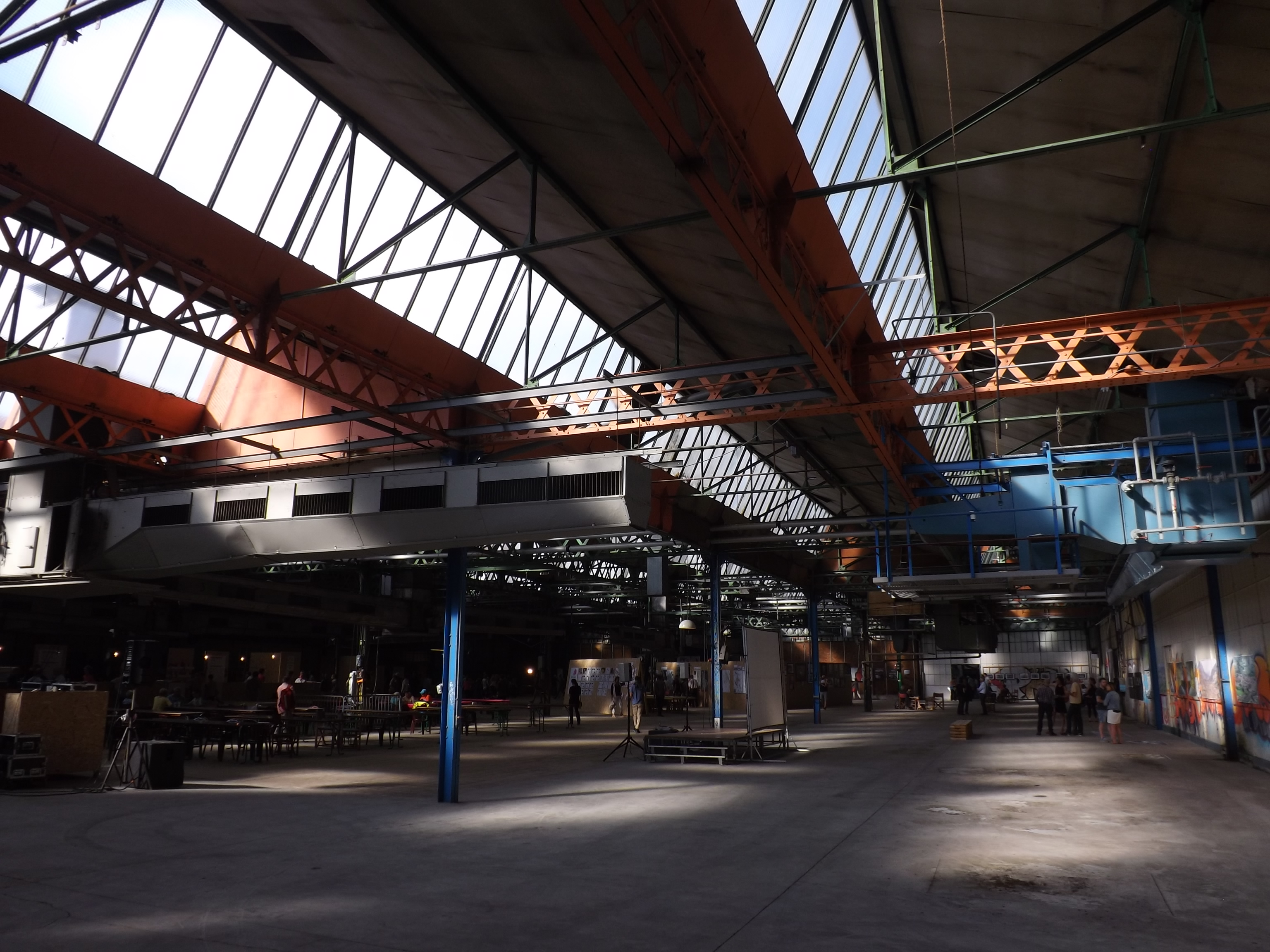
Intérieur de l'usine A de Saint-Gobain-Vétrotex de 1950, aujourd'hui désaffectée.

Les années 1950, malgré les efforts de reconstruction, demeurent cependant bien ternes. La venue de la grosse entreprise du Verre Textile (Saint-Gobain-Vétrotex), et la création d'une grande zone industrielle sous la municipalité de Pierre Dumas vont dynamiser la ville, même si l'industrialisation reste modeste au regard de la situation de la ville. En 1961, elle fusionne avec deux communes limitrophes, Bissy et Chambéry-le-Vieux. De nouveaux quartiers s'élèvent rapidement dans les années 1965-1975, et notamment une ZUP à Chambéry-le-Haut sous la houlette de l'architecte prix de Rome Jean Dubuisson.
Après les Trente Glorieuses, la crise économique entraîne une pause dans le développement urbain. C'est l'heure des équipements culturels qui ont fait cruellement défaut à Chambéry : une maison de la culture, un centre de vie à Chambéry-le-Haut, un centre des congrès, une médiathèque et une cité des arts (nouveau conservatoire de musique).
Aujourd'hui, Chambéry, ville-centre d'une communauté d'agglomération dépassant les 120 000 habitants, mène une politique de développement et d'équipements en lien avec les 23 autres communes de son agglomération. En 2008, a été ouverte une grande salle à vocation pluridisciplinaire (spectacles, manifestations sportives…) renforçant ainsi le dynamisme de la cité. La population progresse d'environ 1 % par an.

## Histoire thématique

### Toponymie
Les Romains nommaient Lemencum le relais implanté dans l'actuel quartier du Lémenc à Chambéry. Au Moyen Âge, la ville changea de nom lors de l'édification du château par les ducs de Savoie.
Évolution du nom selon les années :
- 1016: Camefriacum (Cart. Saint-André, Append., no 44)
- 1029: Camberiaco
- 1036: Cambariacum
- 1044: Cambariaco
- vers 1100: Chambariaco
- 1233: Chamberium
- 1603: Chamberi

Le nom actuel viendrait du gaulois camboritos (gué situé dans une courbe), de cambo-, (courbe, méandre), racine indo-européenne kam-p-, (courber), et ritu-, (gué).
Les noms anciens indiquent plutôt un nom de domaine d’origine gallo-romaine. Cambariacum, formé avec le suffixe -acum sur le nom Cambarius, variante de Cammarius: domaine de Cammarius. Ce nom dériverait soit du latin cammarus ou cambarus, (écrevisse) via le francoprovençal chambero (d'après l'abbé Adolphe Gros), soit du nom de métier cambarius, (brasseur de bière), du gaulois camba, (poêle à brasser).
Une autre hypothèse du terme gallo-romain Camberiacum pourrait suggérer l'idée de change - cambium - ou d'échange - camerinum : marché - ou bien encore de chambre - camera - où ont pu être resserrées les taxes d'un péage ou les recettes d'un budget local.

### Héraldique
Blason actuel de la ville de Chambéry :
| Armes de Chambéry | Les armes de Chambéry se blasonnent ainsi : De gueules à la croix d'argent cantonnée en chef à dextre d'une étoile d'or Cette ville, ancienne capitale du duché de Savoie, possède des armoiries de patronage, c'est-à-dire que, par concession de ses anciens princes, elle porte leurs armes, mais brisées. Ces armoiries ont dû être octroyées à la ville de Chambéry dans la première moitié du XVIIe siècle. La devise, Custodibus istis (Par ces gardiens), semble avoir trait à la haute protection des ducs de Savoie qui, de leur grande autorité, appuyaient les droits de leur capitale et en devenaient les gardiens, ou bien à leur action de gardiens des cols des Alpes. |

### Évolution de la morphologie urbaine
|  |  |